# Nubeoscincus stellaris
Nubeoscincus stellaris — вид сцинкоподібних ящірок родини сцинкових (Scincidae). Ендемік Нової Гвінеї.

## Поширення і екологія
Nubeoscincus stellaris мешкають у високогірних районах гір Стар на кордоні індонезійської провінції Високогірне Папуа і папуанської провінції Сандаун. Вони живуть на високогірних луках, у високогірних папоротевих заростях та у вологих хмарних лісах. Зустрічаються на висоті від 3040 до 3200 м над рівнем моря.